# Phlogophora kinabalua
Phlogophora kinabalua là một loài bướm đêm trong họ Noctuidae.